# ホンキン・オン・ボーボゥ
『ホンキン・オン・ボーボゥ』（Honkin' on Bobo）は、エアロスミスが2004年に発表したカバー・アルバム。

## 解説
ブルースの楽曲のカバーを中心とした内容で、オリジナルの新曲は「ザ・グラインド」のみ。レコーディングは主に一発録りで行われ、2003年に行われたキッスとのダブル・ヘッドライナー・ツアーでは、収録曲のうち数曲がアルバム発表に先行して演奏された。
アルバムは全米5位に達し、第1弾シングル「ベイビー、プリーズ・ドント・ゴー」はビルボード誌のメインストリーム・ロック・チャートで7位に達した。
本作に伴うアメリカ・ツアーは、チープ・トリックをスペシャル・ゲストに迎えて行われた。

## 収録曲
1. ロード・ランナー - Road Runner (Ellas McDaniel) - 3:44
  - ボ・ディドリーが1959年に発表した曲。
2. シェイム・シェイム・シェイム - Shame, Shame, Shame (Ruby Fisher, Kenyon Hopkins) - 2:14
  - スマイリー・ルイスが1956年に発表した曲。
3. アイサイト・トゥ・ザ・ブラインド - Eyesight to the Blind (Sonny Boy Williamson II) - 3:09
  - サニー・ボーイ・ウィリアムソンIIが1951年に発表した曲。
4. ベイビー、プリーズ・ドント・ゴー - Baby, Please Don't Go (Big Joe Williams) - 3:23
  - ビッグ・ジョー・ウィリアムスが1935年に発表した曲。マディ・ウォーターズやゼムもカバーしている。
5. ネヴァー・ラヴド・ア・ガール - Never Loved a Girl (Ronny Shannon) - 3:12
  - アレサ・フランクリンが1967年に発表した曲（アレサ版のタイトルは"I Never Loved a Man (The Way I Love You)"）。
6. バック・バック・トレイン - Back Back Train (Fred McDowell) - 4:23
  - フレッド・マクダウェルが1968年に発表した曲。リード・ボーカルはジョー・ペリーが担当。
7. ユー・ガッタ・ムーヴ - You Gotta Move (Rev. Gary Davis, F. McDowell) - 5:30
  - フレッド・マクダウェルの1965年の録音で知られる曲。ローリング・ストーンズもカバーしている。
8. ザ・グラインド - The Grind (Steven Tyler, Joe Perry, Marti Frederiksen) - 3:46
  - オリジナル曲。
9. アイム・レディ - I'm Ready (Willie Dixon) - 4:13
  - マディ・ウォーターズが1954年に発表した曲。
10. テンパラチュア - Temperature (Joel Michael Cohen, Walter Jacobs) - 2:51
  - リトル・ウォルターが1957年に発表した曲。
11. ストップ・メッシン・アラウンド - Stop Messin' Around (Clifford Adams, Peter Alan Green) - 4:29
  - フリートウッド・マックのアルバム『ミスター・ワンダフル』（1968年）収録曲。リード・ボーカルはジョー・ペリーが担当。
12. ジーザス・イズ・オン・ザ・メイン・ライン - Jesus Is on the Main Line (Traditional) - 2:48
  - 黒人霊歌。

### 日本盤ボーナス・トラック
1. ジェイディッド - Jaded (S. Tyler, M. Fredriksen) - 3:34
  - アルバム『ジャスト・プッシュ・プレイ』（2001年）収録曲の再収録。

## 参加ミュージシャン
- スティーヴン・タイラー - ボーカル、ハーモニカ、ピアノ
- ジョー・ペリー - ギター、ボーカル、ハーディ・ガーディ、ドブロ・ギター、スライドギター
- ブラッド・ウィットフォード - ギター
- トム・ハミルトン - ベース、アコースティック・ギター
- ジョーイ・クレイマー - ドラムス、バッキング・ボーカル

ゲスト・ミュージシャン
- ジョニー・ジョンソン - ピアノ
- ポール・サント - ピアノ、エレクトリックピアノ、ハモンドオルガン
- メンフィス・ホーン - ホーン・セクション
- トレイシー・ボーナム - バッキング・ボーカル
- チェルシー・タイラー - バッキング・ボーカル
- レイラ・エル＝アミン - バッキング・ボーカル